# Torhelm (sydväst om Gerlos)
Torhelm är ett berg i Österrike.   Det ligger i distriktet Schwaz och förbundslandet Tyrolen, i den västra delen av landet, 400 km väster om huvudstaden Wien. Toppen på Torhelm är 2 452 meter över havet, eller 138 meter över den omgivande terrängen. Bredden vid basen är 0,75 km.
Terrängen runt Torhelm är huvudsakligen mycket bergig. Runt Torhelm är det ganska glesbefolkat, med 42 invånare per kvadratkilometer.. Närmaste större samhälle är Mayrhofen, 6,9 km väster om Torhelm. 
Trakten runt Torhelm består i huvudsak av gräsmarker.